# Háromtest-probléma
A háromtest-probléma kétféle jelentést is hordoz: egyet az égi mechanika, egyet pedig a kvantumfizika területén. A hagyományos, égi mechanikai értelemben vett háromtest-probléma olyan mozgásleírás, amely kezdeti feltételek és mozgásegyenletek felhasználásával írja le három test egymás gravitációs terében végzett mozgását Newton mozgástörvényei alapján. Kiterjesztett jelentést kapott a háromtest-probléma a kvantummechanika megjelenésével, ahol szintén három test, három részecske mozgását modellezik, de már az elektromágneses mező és a benne mozgó töltött részecskék figyelembevételével.

## A megoldás története
A háromtest-probléma (Problème des Trois Corps) elnevezés csak a 18. században honosodott meg a tudományos szakirodalomban. Jean d'Alembert egyik összefoglaló munkája szerint a kifejezést először 1747-ben használták. Ennek ellenére már maga Newton is foglalkozott a kérdéskörrel a 17. század második felében. 
A Principia című nagy összegző művében a Hold mozgásának leírásánál figyelembe veszi mind a Föld, mind a Nap gravitációs hatását.
A 18. századi francia matematikus iskola kiemelkedő eredményeket ért el a háromtest-problémával kapcsoltban Clairaut és d'Alembert, egymással rivalizálva, továbbfejlesztették a perturbációszámításon alapuló közelítő módszereket, Joseph Louis Lagrange pedig megadta a korlátozott kör háromtest-problémának néhány egzakt megoldását.
1887-ben Ernst Bruns és Henri Poincaré bebizonyították, hogy az általános háromtest-probléma megoldását nem lehet zárt analitikus alakban felírni.
A témakör egyik legjelentősebb 20. századi eredményét Szebehely Győző érte el, aki megmutatta, hogy ha három, nagyjából egyforma tömegű test egymás közelében tartózkodik, akkor az egyik test idővel törvényszerűen elhagyja e közös rendszert. Ez bármilyen kezdeti feltétel mellett érvényesül, leszámítva néhány nagyon speciális szimmetrikus helyzetet.

## Gravitációs eset
A klasszikus alapeset az, amikor egy bolygó a központi csillag körül kering és a bolygónak holdja is van. Első közelítésben ez az eset vizsgálható úgy, hogy a bolygót és holdját egységesen egyetlen tömegpontnak tekintjük, és úgy írjuk le a mozgást a csillag körül, második részben pedig a hold mozgását írjuk le a bolygó körül. Ebben az esetben tehát a háromtest-problémát a kéttest-problémára vezettük vissza. A csillag hatását a bolygó körül keringő hold mozgására perturbációként vehetjük figyelembe. (Hasonló a helyzet akkor is, amikor egy űrhajó mozgását írjuk le a Föld-Hold rendszerében.)

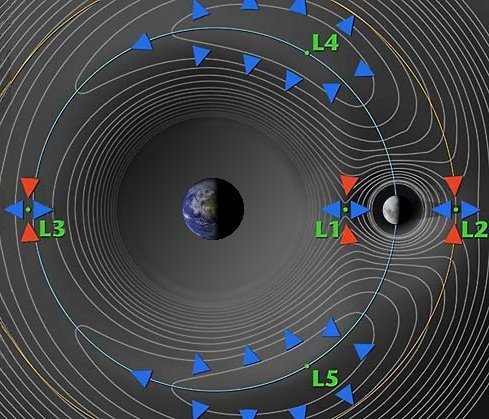
Lagrange-pontok a Föld és a Hold közelében

## Korlátozott kör háromtest-probléma
A háromtest-problémának egy nevezetes esete a korlátozott kör háromtest-probléma. Ekkor két nagy tömegű égitest körpályán mozog a közös tömegközéppont körül, és a harmadik kis tömegű égitest a két nagy mozgásának pályasíkjában mozog. A két nagy égitesttel együtt forgó koordináta-rendszerben a harmadik is stacionárius pályán mozog a Lagrange-pontok közelében, például lópatkó alakú pályán.
Lagrange francia matematikus az egyenletrendszer olyan megoldásait találta meg, amelyben valamilyen állandó helyzet áll fenn a tömegpontok között: az egyik ilyen helyzet az, hogy a három égitest helyzete egy egyenesre esik, illetve az, amikor a három égitest egymástól mért távolsága állandó. Ezekből kapta a nevezetes Lagrange-pontokat, az L1, L2, L3 és az L4, L5 pontokat.